# Ligne de tramway 496
La ligne 496 d'après son numéro de tableau horaire est une ancienne ligne de tramway du Groupe de Tongres de la Société nationale des chemins de fer vicinaux (SNCV) qui a fonctionné entre le 28 octobre 1904 et le 17 décembre 1949.

## Histoire
La ligne est ouverte le 28 octobre 1904 et fermée à tout trafic le 17 décembre 1949.
Les voies sont démontées en 1951.

## Exploitation

### Horaires
Tableaux :
- 496 en 1931[3].